# Саврасово (Нижегородская область)
Саврасово — село в Лукояновском районе Нижегородской области России. Входит в состав Большеарского сельсовета.

## География
Село находится в юго-восточной части Нижегородской области, в зоне хвойно-широколиственных лесов, на берегах реки Шнары, к северу от автодороги 22К-0072, на расстоянии приблизительно 13 километров (по прямой) к северо-востоку от города Лукоянова, административного центра района. Абсолютная высота — 154 метра над уровнем моря.
Климат
Климат характеризуется как умеренно континентальный, с тёплым летом и холодной многоснежной зимой. Среднегодовая температура — 3,6 °C. Средняя температура воздуха самого тёплого месяца (июля) — 19,2 °C (абсолютный максимум — 39 °C); самого холодного (января) — −12,1 °C (абсолютный минимум — −44 °C). Безморозный период длится в среднем 210 дней. Среднегодовое количество атмосферных осадков составляет около 544 мм, из которых 372 мм выпадает в период с апреля по октябрь.
Часовой пояс
Село Саврасово, как и вся Нижегородская область, находится в часовой зоне МСК (московское время). Смещение применяемого времени относительно UTC составляет +3:00.

## Население
| 2002 | 2010 |
| ---- | ---- |
| 444  | ↘425 |

Национальный состав
Согласно результатам переписи 2002 года, в национальной структуре населения русские составляли 92 % из 444 чел.